# Альбертини, Николай Викентьевич
Николай Викентьевич Альбертини (12 (24) августа 1826, Остёр, Черниговская губерния — 31 июля (12 августа) 1890, Санкт-Петербург) — русский публицист, известный в Российской империи.

## Биография
Окончил 3-ю московскую гимназию с золотой медалью в 1846 году.
Окончил юридический факультет Императорского Московского университета (1851).
Был преподавателем законоведения и истории во 2-м московском кадетском корпусе.
В 1859 году был членом редакции «Московского обозрения», потом принял близкое участие в «Отечественных записках», где обратил на себя внимание политическими обозрениями.
С 1863 года вел отдел иностранной политики в газете «Голос».
Некоторое время сотрудничал в «Санкт-Петербургских ведомостях» Валентина Фёдоровича Корша.
В 1866 году произошёл шестилетний перерыв в его журнальной работе, вследствие ареста и административной ссылки в Архангельскую губернию.
Позже он опять стал одним из ближайших сотрудников «Голоса», в котором работал до самого его закрытия, помещая ежедневно передовые статьи под заглавием «Интересы дня» и иногда фельетоны без подписи или за подписью Н. Старик.
После закрытия «Голоса» короткое время сотрудничал в «Новом времени».
Николай Викентьевич Альбертини был представителем умеренного либерализма, и ему приходилось вести полемику на два фронта: в начале 60-х годов на него резко нападали представители радикального направления, Николай Чернышевский и Дмитрий Писарев, и в то же время, он защищал прогрессивное движение 60-х годов от нападок, исходивших из противоположного лагеря.
Наиболее крупные его статьи: "Политические идеи Токвиля и отзывы о нем в «Современнике» («Отечествен. Записки», 1861, № 8); «Особенное направление в науке и журналистике» («Отечеств. Зап.», 1863, № 2); «Ответ Современнику» («Отеч. Зап.», 1861, № 8).
Николай Викентьевич Альбертини скончался 31 июля (12 августа) 1890 года в окрестностях Санкт-Петербурга. Похоронен в Воскресенском Новодевичьем монастыре (Санкт-Петербург).